# Rhynchosia difformis
Rhynchosia difformis là một loài thực vật có hoa trong họ Đậu. Loài này được (Elliott) DC. miêu tả khoa học đầu tiên.